# Luca Prasse
Luca Prasse (* 11. Juni 2004 in Emden) ist ein deutscher Fußballspieler.

## Karriere
Nach seinen Anfängen in der Jugend des SV Concordia Suurhusen und von Kickers Emden wechselte er im Sommer 2018 in die Jugendabteilung des SV Meppen, dem JLZ Emsland. Nach zehn Spielen in der A-Junioren-Bundesliga, bei denen ihm vier Tore gelangen, wurde er Anfang Januar 2023 in den Profikader der Meppener in der 3. Liga aufgenommen.
Am 15. Januar 2023, dem 18. Spieltag, kam er beim 1:1-Auswärts-Unentschieden gegen Dynamo Dresden zu seinem Profidebüt, als er in der 89. Spielminute für Lukas Mazagg eingewechselt wurde.
Im Sommer 2025 wechselte er zu Holstein Kiel.